# Kimbell Art Museum
Il Kimbell Art Museum di Fort Worth (Texas, Stati Uniti), nell'area metropolitana di Dallas, è la sede di uno dei più importanti musei d'arte americani.
La sede si trova in un complesso architettonico di grande effetto progettato nel 1971 da Louis Kahn, con una serie di grandi gallerie coperte da volte cicloidi, dove cade una copiosa luce naturale.
Tra le collezioni spiccano quelle di ceramiche e di gioielli maya, bronzi orientali, ma soprattutto la collezione di pittura che vanta numerosi maestri europei, tra i quali Duccio di Buoninsegna, Caravaggio, Carracci, Rembrandt, Rubens, Tintoretto, El Greco, Tiepolo, François Boucher, Élisabeth Vigée Le Brun, Thomas Gainsborough, Monet, Cézanne, Mondrian, Picasso, ecc.

## Storia
Kay Kimbell era un ricco uomo d'affari di Fort Worth che ha costruito un impero di oltre 70 aziende in vari tipi di industrie. Sposò Velma Fuller, che fece nascere in lui l'interesse per l'arte e per il collezionismo portandolo a una mostra d'arte a Fort Worth nel 1931, dove Kimbell comprò un dipinto britannico. Nel 1935 i coniugi fondarono la Kimbell Art Foundation per creare un istituto d'arte.
Alla morte di Kimbell nel 1964, la coppia aveva accumulato quella che era considerata la migliore selezione di antichi maestri nel sud-ovest degli Stati Uniti. Kay aveva lasciato gran parte della sua tenuta alla Kimbell Art Foundation e Velma, da parte sua, lasciò in eredità alla fondazione la sua quota del patrimonio, con la clausola di "costruire un museo di prima classe."
Fu assunto Richard Fargo Brown, allora direttore del County Museum di arte di Los Angeles, come direttore e fondatore del museo, con il compito di costruire un edificio per ospitare la collezione d'arte dei Kimbell. Accettando la carica, Brown dichiarò che il nuovo edificio avrebbe dovuto essere di per sé un'opera d'arte, "un gioiello tanto quanto uno dei Rembrandt o di Van Dyck ospitati al suo interno." Al museo è stato data un'area di 9,5 acri (3,8 ettari) sito nel quartiere culturale di Fort Worth, che era già sede di altri tre musei, tra cui il Museo d'Arte Moderna di Fort Worth e il Carter Museum Amon, specializzato in arte americana occidentale.
Nel giugno 1966 Brown discusse gli obiettivi dell'istituzione e del suo nuovo edificio con i fiduciari, riassumendo in quattro pagine 
di "Policy Statement" e in diciannove pagine di "Programma Pre-architettonico". Dopo aver intervistato un certo numero di importanti architetti, in ottobre del 1966 il museo assunse Louis I. Kahn. I precedenti lavori di Kahn includono strutture acclamate come il Salk Institute in California; era stato anche recentemente scelto per progettare il Palazzo dell'Assemblea nazionale per la futura capitale della nuova nazione del Bangladesh. La costruzione del Kimbell Art Museum iniziò nell'estate del 1969. Il nuovo edificio fu inaugurato nell'ottobre 1972 e raggiunse rapidamente una reputazione internazionale per l'eccellenza architettonica.
Brown ampliò la collezione Kimbell acquisendo numerose opere di qualità significativa di artisti come Duccio, El Greco, Rubens e Rembrandt.
Dopo la morte di Richard Fargo Brown nel 1979, Edmund "Ted" Pillsbury è stato nominato direttore del museo. In precedenza era stato direttore dello Yale Center for British Art, da poco inaugurato, progettato anch'esso da Louis Kahn. Pillsbury era stato anche curatore presso la Yale Art Gallery, il primo museo d'arte progettato da Kahn. Pillsbury ha proseguito il programma di acquisizione delle opere d'arte. Richard Brettell, direttore del Dallas Museum of Art, ha detto: "È stato, in qualche modo, il solo responsabile di aver trasformato il Kimbell un ente con un grande edificio in uno che ha abbinato in qualità la sua raccolta e la sua architettura".
Nel 1989, Pillsbury annunciò l'intenzione di espandere l'edificio del museo per ospitare adeguatamente la collezione che era cresciuta, ma il piano fu abbandonato a causa di una forte opposizione a qualsiasi modifica importante della struttura originale di Louis Kahn. Nel 2007  Kimbell risolse il problema, annunciando il piano per la costruzione nel prato a ovest di un edificio progettato da Renzo Piano di fronte alla costruzione originale; la nuova struttura fu aperta al pubblico nel novembre 2013.

## La collezione
Nel 1966, prima che il museo avesse anche un edificio, il direttore e fondatore Brown dichiarò che il suo principio fondamentale: "L'obiettivo deve essere l'eccellenza definitiva, non le dimensioni della raccolta." Di conseguenza, la raccolta del museo oggi non è costituita da molte opere d'arte: circa 350, ma di particolare qualità.
La collezione europea è la più estesa e comprende in primo luogo Il tormento di Sant'Antonio, attribuito a Michelangelo giovanissimo e che, quindi, sarebbe l'unico dipinto di Michelangelo in mostra nelle Americhe.
Sono presenti opere di Duccio, Beato Angelico, Mantegna, El Greco, Carracci, Caravaggio, Rubens, Guercino, La Tour, Poussin, Velázquez, Rembrandt, Boucher, Gainsborough, Watteau, Élisabeth Vigée Le Brun, Friedrich (il primo dipinto dell'artista acquisito da una collezione pubblica al di fuori dell'Europa), Cézanne, Monet, Caillebotte, Matisse, Mondrian e Picasso.
Del periodo classico sono antichità provenienti da Egitto, Assiria, Grecia e Roma.
La collezione asiatica comprende sculture, dipinti, bronzi, ceramiche e opere d'arte decorativa da Cina, Corea, Giappone, India, Nepal, Tibet, Cambogia e Thailandia.
L'arte precolombiana è rappresentata da opere della cultura Maya (di ceramica, pietra, conchiglia, giada), Olmeca, Zapotec, Azteca (sculture), Conte e Huari.
La collezione africana è costituita da opere di bronzo, legno, terracotta da Africa occidentale e centrale, con esempi da Nigeria, Angola e Repubblica Democratica del Congo.
L'arte oceanica è rappresentata da una figura Maori.
Il museo possiede alcuni pezzi creati dopo la metà del XX secolo.
Il museo ospita anche una biblioteca con oltre 59.000 libri, periodici e cataloghi d'asta, disponibili a storici dell'arte, docenti e laureati provenienti dalle università circostanti.

## L'edificio

### Preparazione
Brown ha chiamato per un edificio di modeste dimensioni che non sopraffaccia né l'opera d'arte nè lo spettatore.
Dopo una lunga ricerca che ha incluso interviste con questi architetti celebri come Marcel Breuer, Mies van der Rohe, Pier Luigi Nervi, Gordon Bunshaft e Edward Larrabee Barnes, la Commissione è stato assegnato a Louis Kahn nel mese di ottobre 1966. Dal punto di vista di Kahn, Brown era un cliente ideale. Brown era stato un ammiratore del lavoro di Kahn per un certo tempo, e l'approccio ha precisato per l'edificio era molto in linea con Kahn, in particolare il suo accento sulla luce naturale.
Perché Kahn aveva una reputazione significativa, un tecnico locale e studio di architettura di proprietà di Preston Geren M. è stato fatto architetto associato, una pratica seguita a Fort Worth per out-of-state architetti. Frank Sherwood servito come coordinatore del progetto. L'organizzazione Geren aveva una solida reputazione per portare a progetti in tempo e nel budget, ma che per loro stessa ammissione non erano particolarmente innovative. Il contratto ha chiesto il controllo su di costruzione per essere consegnato a Geren quando Kahn aveva finito il progetto, una disposizione che alla fine ha portato al conflitto perché Kahn ritiene che un progetto è stato mai finito fino a quando l'edificio è stato costruito. Kahn ha detto una volta, "l'edificio dà risposte su come cresce e si diventa". Gli amministratori del museo hanno risolto il problema decidendo che Geren avrebbe riferito direttamente a loro invece che a Kahn, ma che Kahn avrebbe l'ultima parola sulla progettazione, salvo che eventuali modifiche dovranno essere approvate da Brown. Il nuovo museo doveva essere costruito su un dolce pendio sotto il Carter Museum Amon, il cui ingresso e terrazza sono di fronte allo skyline di Fort Worth. Kahn è stato chiesto di costruire il museo Kimbell non più di 40 piedi (12 metri) di altezza in modo da non interferire con la vista dal Museo di Carter. Kahn ha proposto inizialmente un basso, ma molto spazioso edificio di 450 piedi (137 m), piazza, ma Brown ha respinto tale proposta e ha insistito che Kahn progettare una struttura molto più piccola, una decisione che avrebbe conseguenze molti anni dopo, quando la proposta di ampliare l'edificio creato una tempesta di polemiche.

### Architettura
Il museo è composto da 6 volte parallele che sono ogni 100 piedi (30,6 m) di lunghezza, 20 piedi (6 metri) di altezza e 20 piedi (6 metri) di larghezza (misure interne) .Intervening canali bassi separano le volte. Le volte sono raggruppate in tre ali. A Nord e Sud le ali hanno ciascuna sei volte, con quella occidentale aperta come un portico. Lo spazio centrale ha quattro volte, con quella occidentale aperta come portico ingresso rivolto verso un cortile parzialmente chiuso dalle due ali esterne. Con una sola eccezione, le gallerie d'arte si trovano al piano superiore del museo per consentire l'accesso alla luce naturale. Spazi di servizio e curatoriali, nonché una galleria supplementare occupano il piano terra. Ogni volta interno dispone di uno slot lungo il suo apice per consentire alla luce naturale nelle gallerie. Condotti d'aria e altri servizi meccanici si trovano nei canali piatta tra le volte. Kahn usato diverse tecniche per dare gallerie un'atmosfera invitante. Le estremità delle volte, che sono fatti di blocchi di calcestruzzo, si trovano ad affrontare in travertino all'interno e corrimano in acciaio out.The stati "saltare" con conchiglie pecan terra per creare una struttura di superficie opaca. Il museo ha tre cortili con pareti in vetro che portano la luce naturale agli spazi della galleria. Uno di loro penetra il pavimento della galleria per portare la luce naturale in studio di conservazione al piano terra.
Il paesaggio è stato descritto come "più elegante esempio costruito di Kahn di pianificazione del paesaggio" di Philadelphia paesaggista George Patton.Approaching l'ingresso principale passato un prato contornato da piscine con acqua corrente, il visitatore entra in un cortile attraverso un boschetto di Yaopon agrifogli. Il rumore di passi sulla passerella di ghiaia eco dalle pareti ai lati del cortile ed è amplificato sotto il soffitto curvo del portico ingresso. Dopo che la preparazione sottili, il visitatore entra nel museo silenziosa con la diffusione in tutta la sua luce argentea soffitto. Harriet Pattison svolto il ruolo principale nella progettazione del paesaggio, ed è anche la persona che ha suggerito che verande aperte che fiancheggiano l'entrata creerebbe una buona transizione dal prato e cortile alle gallerie interne. Pattison, che aveva anche lavorato con Kahn su altri progetti, è stato un dipendente di Patton. Lei è la madre del regista Nathaniel Kahn, figlio di Louis Kahn che ha fatto il film "My Architect" di suo padre.

### Volte

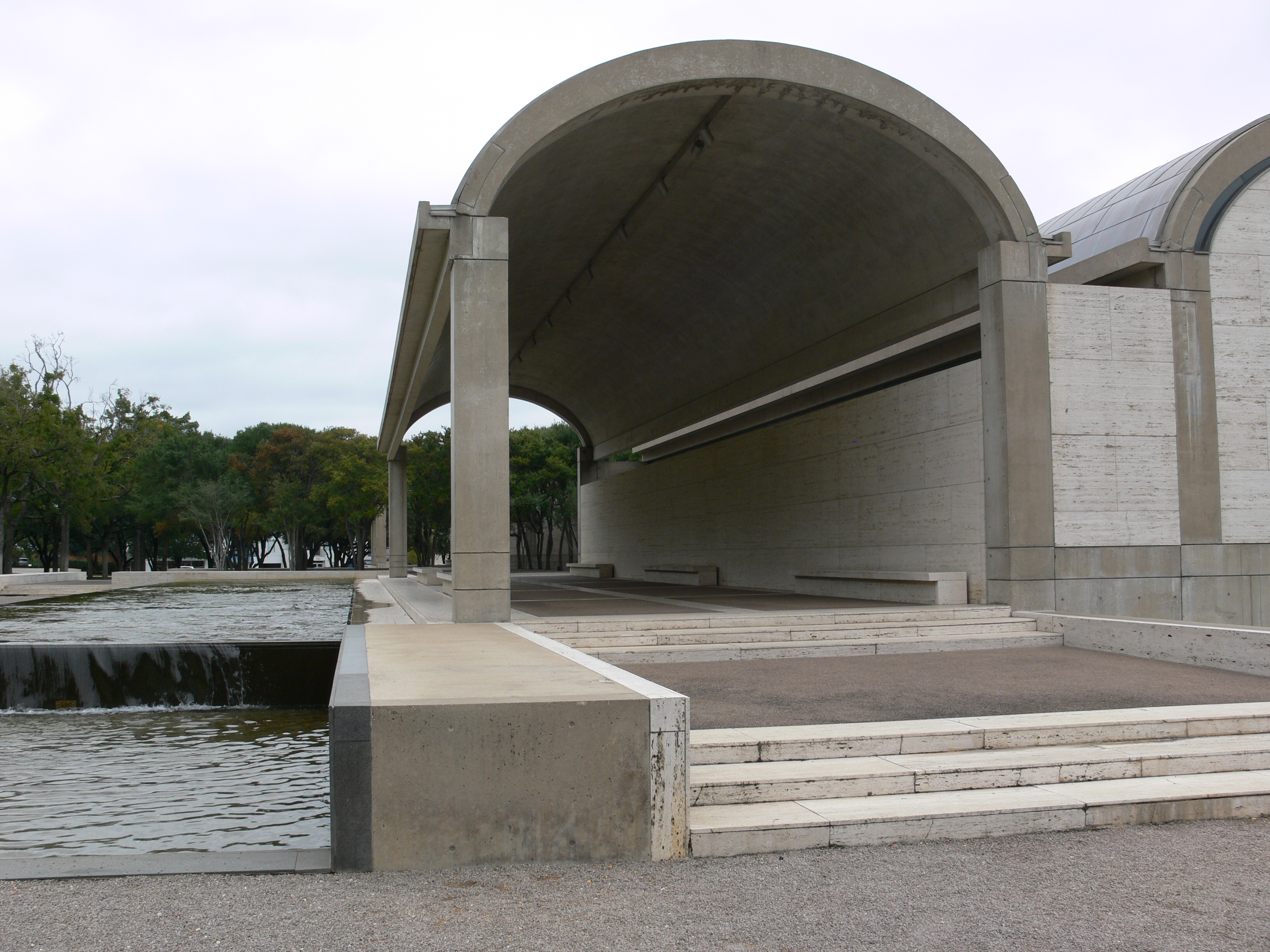
Volta

Primo progetto di Kahn per le gallerie chiesto volte angolari di lastre di calcestruzzo piegate con slot di luce nella parte superiore. Brown è piaciuto le fessure di luce, ma ha respinto questo particolare design perché aveva i soffitti 30 piedi (9 metri) di altezza, troppo alto per il museo ha immaginato. Ulteriori ricerche da Marshall Meyers, progetto dell'architetto di Kahn per il museo Kimbell, ha rivelato che l'utilizzo di una curva cicloide per la galleria volte ridurrebbe l'altezza del soffitto e fornire altri benefici pure. La curva cicloide relativamente piatto produrrebbe gallerie eleganti che erano larga in proporzione alla loro altezza, permettendo il soffitto per essere abbassata a 20 piedi (6 metri). Ancora più importante, tale curva può anche essere usato per produrre un bel distribuzione della luce naturale da una fessura nella parte superiore della galleria tutta la galleria soffitto. Kahn è stato soddisfatto di questo sviluppo perché gli ha permesso di progettare il museo con le gallerie che sembravano le antiche volte romane che aveva sempre ammirato. I gusci, curve sottili necessari per il tetto sono stati difficili da costruire, comunque, in modo Kahn chiamato in una delle principali autorità sulla costruzione in cemento, agosto Komendant, con il quale aveva lavorato prima (e che, come Kahn, è nato in Estonia. Kahn generale cui forma il tetto del museo come deposito, ma Komendant spiegato che era in realtà un guscio giocare il ruolo di un beam.More appunto, come sottolinea il professor Steven Fleming, le conchiglie che formano la galleria tetti sono "concreto curvo post-tesi travi, che coprono un incredibile 100 piedi "(30,5 m), che" è capitato di avere avuto la distanza massima che muri di cemento o volte potrebbero essere prodotti senza richiedere giunti di controllo di espansione. "Entrambi i termini, volta e coperture, sono utilizzati in letteratura professionale descrivere il museo.
Uno dei portici nella parte anteriore del museo. Questo guscio, come tutti gli altri, è supportato solo ai quattro angoli, minimizzando ostruzione a livello del pavimento.
Vero volte, come ad esempio le volte romane che Kahn ammirava, crollerà se non supportata lungo l'intera lunghezza di ogni lato. Non comprendere pienamente le capacità dei moderni elementi di calcestruzzo, Kahn inizialmente previsto di includere molte colonne di supporto più che sono stati necessari per la galleria tetti. Komendant è stato in grado di utilizzare calcestruzzo post-tesi che aveva solo cinque centimetri di spessore per creare galleria "volte" che devono sostenere le colonne solo ai loro quattro angoli.
L'azienda Geren, che era stato chiesto di cercare un modo per mantenere bassi i costi, ha obiettato che le volte cicloide sarebbe troppo costoso e ha sollecitato un tetto piano invece. Kahn, tuttavia, ha insistito su un tetto a volta, che gli avrebbe permesso di creare gallerie con una atmosfera stanza come confortante ma con il minimo bisogno di colonne o altre strutture interne che consentano di ridurre la flessibilità del museo. Alla fine un accordo in base al quale è stato colpito Geren sarebbe responsabile per la fondazione e la cantina, mentre Komendant sarebbe responsabile per i piani superiori e conchiglie cicloide. Kahn collocato uno di questi gusci nella parte anteriore di ciascuna delle tre ali come una veranda o portico per illustrare come l'edificio è stato costruito. L'effetto è stato, nelle sue parole, "come un pezzo di scultura al di fuori dell'edificio." Thos. S. Byrne, Ltd. È stata l'appaltatore per il progetto, con AT Seymour come project manager. Virgil Earp e LG Shaw, sovrintendenti progetto di Byrne, forme disegnate con una forma cicloide che sono state fatte da compensato incernierato e rivestiti con un rivestimento oleoso in modo da poter essere riutilizzati per versare calcestruzzo per più sezioni delle volte, contribuendo a garantire la coerenza. Le lunghe, canali dritto al fondo dei gusci sono stati espressi prima in modo da poter essere utilizzati come piattaforme per sostenere i lavoratori che versano cemento per le curve cicloide. Dopo tutto il cemento era stato versato e rinforzata con cavi di precompressione interne, tuttavia, le parti curve dei gusci realizzati il peso dei loro bordi rettilinei inferiori anziché viceversa. Per evitare che i gusci di collassare le lunghe fessure di luce ai loro vertici, puntoni di calcestruzzo sono stati inseriti a intervalli di 10 piedi (3 m). Un arco di cemento relativamente spesso inserito in ciascuna estremità dei gusci per irrigidire ulteriormente. Per chiarire che i gusci curvi sono supportate solo a loro quattro angoli e non dalle pareti alle estremità delle volte, archi sottili di materiale trasparente sono stati inseriti tra la curva dei gusci e le pareti di estremità. Poiché gli archi irrigidimento dei gusci sono più spessi in alto, le strisce trasparenti sono rastremate, più sottile in alto che in basso. Inoltre, una striscia lineare trasparente è stato posto tra le rette fondi dei gusci e le lunghe pareti esterne per dimostrare che i gusci non sono supportati da tali pareti o. Oltre a rivelare la struttura dell'edificio, queste caratteristiche portano ulteriore luce naturale nelle gallerie in un modo che è sicuro per i dipinti. I tetti a volta, che sono visibili ai visitatori che si avvicinano, sono stati coperti con guaina di piombo ispirata al rivestimento di piombo dei tetti curvi modo complesso del Palazzo Ducale e la Basilica di San Marco a Venezia, Italia.

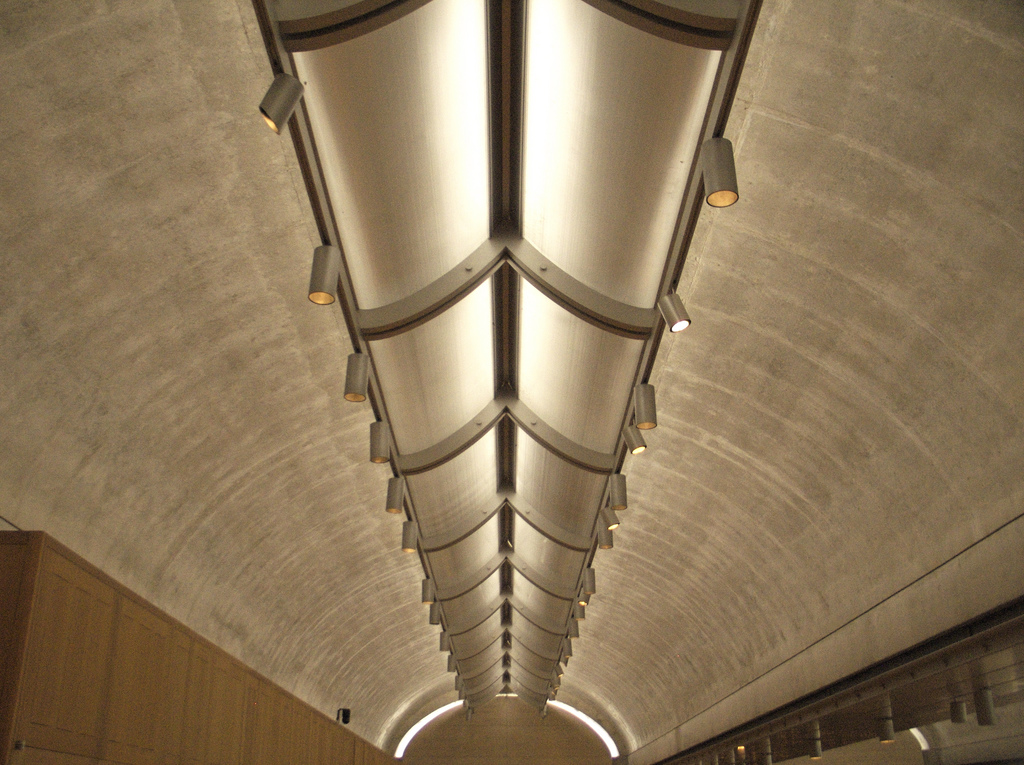
Lucernari Kimbell Art Museum

### Lucernari
Riflettori diffondono la luce del sole attraverso i soffitti della galleria. Kahn ha mostrato che i gusci curvi del soffitto sono supportate solo agli angoli consentendo una sottile striscia di luce esterna di entrare lungo le sommità delle pareti lunghe galleria e un arco più spessa di luce di entrare alla fine di ogni galleria.
David Brownlee e David DeLong, autori di Louis I. Kahn: Nel regno di Architettura, dichiarano che "in Fort Worth, Kahn ha creato un sistema di lucernario senza pari nella storia dell'architettura." Robert McCarter, autore di Louis I. Kahn, dice la galleria voce è "uno dei più bei spazi mai costruite," con il suo "eterea, leggera stupefacente, color argento." Carter Wiseman, autore di Louis I. Kahn: Beyond Time and Style, ha detto che "la luce nella galleria Kimbell assunse una qualità quasi eterea, ed è stato il fattore distintivo nella sua fama da allora." Creazione di un sistema di illuminazione naturale che ha evocato tale acclamazione è stato impegnativo, e l'ufficio di Kahn e il lighting designer Richard Kelly ha studiato oltre 100 approcci nella loro ricerca per il sistema lucernario corretta. L'obiettivo era quello di illuminare le gallerie di luce naturale indiretta escludendo tutta la luce solare diretta, che danneggerebbe l'opera d'arte. Richard Kelly, consulente illuminazione, determinato che uno schermo riflettente in alluminio anodizzato perforato con una curva specifica potrebbe essere utilizzato per distribuire la luce naturale uniformemente curva cicloide del soffitto. Ha assunto un esperto di computer per determinare la forma esatta della curva della parabola, che lo rende uno dei primi elementi architettonici mai essere progettati con la tecnologia informatica. Nelle zone senza arte, come la hall, caffetteria e biblioteca, l'intera parabola è perforata, rendendo possibile per le persone in piedi sotto di intravedere nuvole passeggere. Negli spazi della galleria, la parte centrale del riflettore, che è direttamente sotto il sole, è solido, mentre il resto è perforata. Le superfici di calcestruzzo del soffitto hanno avuto una finitura per assistere ulteriormente la riflessione della luce. Il risultato finale è che la forte sole Texas entra in una stretta fessura nella parte superiore di ogni volta ed è uniformemente riflessa da uno schermo curvo attraverso l'intero arco del soffitto cemento lucido, assicurando una bella distribuzione della luce naturale che non era mai stato raggiunto.

### Espansione
Nel 1989, il regista Ted Pillsbury, successore di Brown, ha annunciato l'intenzione di aggiungere due ali alle estremità nord e sud del palazzo e ha scelto l'architetto Romaldo Giurgola per progettarli. Una tempesta di proteste esplose. I critici hanno sottolineato che "Programma Pre-architettonico" direttore e fondatore di Brown aveva specificato che "la forma dell'edificio dovrebbe essere così completo nella sua bellezza che le aggiunte avrebbero rovinare quella forma", e che Kahn aveva raggiunto questo obiettivo straordinariamente bene. Un gruppo di importanti architetti hanno firmato una lettera riconoscendo la necessità di spazio aggiuntivo, ma sostenendo che l'aggiunta proposta comprometterebbe le proporzioni dell'originale. Essi hanno rilevato che, quando Kahn si è interrogato sulla possibilità di una futura espansione, ha detto che "deve avvenire come un nuovo edificio ed essere situato lontano dalla struttura attuale attraverso il prato". Esther Kahn, la vedova di Louis Kahn, ha pubblicato una lettera esprimendo sentimenti simili, sottolineando che "c'è spazio sul sito per un edificio separato, che può essere collegato alla attuale museo." Il progetto è stato annullato pochi mesi dopo.

## Padiglione di Renzo Piano
Nel 2006, l'idea di una espansione emerso ancora una volta a una cena a Fort Worth partecipato Timothy Potts, il direttore del museo, al momento (Eric M. Lee è direttore dal marzo 2009); Kay Fortson, presidente della Fondazione Arte Kimbell e una figura chiave nella creazione della costruzione originaria; Ben Fortson, un trustee; e Sue Ann Kahn, la figlia di Louis Kahn e un oppositore del piano originario di espansione. La nuova proposta è stata esattamente in linea con pensieri di Louis Kahn di espansione: un edificio separato. A quel tempo, la nuova struttura doveva essere situati sul terreno al retro dell'edificio Kahn. Nell'aprile 2007, il museo ha annunciato che Renzo Piano era stato scelto per progettare il nuovo edificio. Piano è stata una scelta ovvia, perché aveva lavorato nell'ufficio di Louis Kahn da giovane e si era poi stabilito una reputazione come uno degli architetti musei più importanti del mondo. Piano era stato particolarmente attivo in Texas, progettare la Menil Collection a Houston, una commissione di studio di Louis Kahn, al momento della morte di Kahn, e il Nasher Sculpture Center a Dallas. Egli ha anche disegnato l'espansione per l'Art Institute di Chicago ed è stato co-designer del Centro Pompidou di Parigi.
Ma la maggior parte dei visitatori sono entrati dalla porta di servizio vicino al parcheggio. Il nuovo parcheggio sotterraneo dovrebbe risolvere questo problema.
I disegni schematici per il nuovo edificio Kimbell sono state rese pubbliche nel novembre 2008, ed i piani sono stati liberati nel maggio 2010. L'85.000 piedi quadrati (7.900 m²) struttura completerà l'edificio originale, ma non imitare esso. Diversamente l'originale, le sue linee saranno rettilinea, non curvilineo. Come l'originale, tuttavia, avrà tre baie con la baia di mezzo passo indietro dagli altri due, ed i suoi materiali da costruzione principale sarà concreta e travertine.The nuova espansione edilizia, denominato Piano Padiglione Renzo, è stato ufficialmente inaugurato al pubblico il 27 novembre del 2013.
Il nuovo edificio dovrebbe anche risolvere un problema di parcheggio al museo. Kahn era profondamente turbato dall'impatto negativo dell'automobile sulla vita della città; una volta ha parlato di "la distruzione della città da parte del automobile." Fondamentalmente contrasto con l'idea di orientare gli edifici per l'automobile, Kahn posto il principale parcheggio nel retro dell'edificio, con l'intenzione per i visitatori di camminare intorno all'edificio ed entrano attraverso paesaggi attentamente pianificato. La maggior parte dei visitatori, però, sono entrati dalla porta di servizio al piano terra, manca l'esperienza voce che Kahn aveva progettato. Il nuovo edificio sarà risolvere il problema con un parcheggio sotterraneo. Dopo i visitatori salgono al livello galleria del nuovo edificio, si può uscire e attraversare il prato e il cortile per entrare nell'edificio originale come Kahn aveva inteso.

## Opere
- Duccio di Buoninsegna, Resurrezione di Lazzaro, 1310-1311
- Beato Angelico, San Giacomo maggiore libera Ermogene, 1426-1428 circa
- Giovanni Bellini, Cristo benedicente, 1500 circa
- Caravaggio, I bari, 1594 circa
- Andrea Mantegna, Sacra Famiglia con i santi Elisabetta e Giovanni Battista, 1490 circa
- Ercole de' Roberti, Bruto e Porzia, 1486-1490 circa
- Michelangelo, Tormento di sant'Antonio, 1487-1489 circa
- Parmigianino, Madonna Kedleston, 1529 circa
- Annibale Carracci,  La piccola macelleria